# Central (Hong Kong)
Pour les articles homonymes, voir Central.

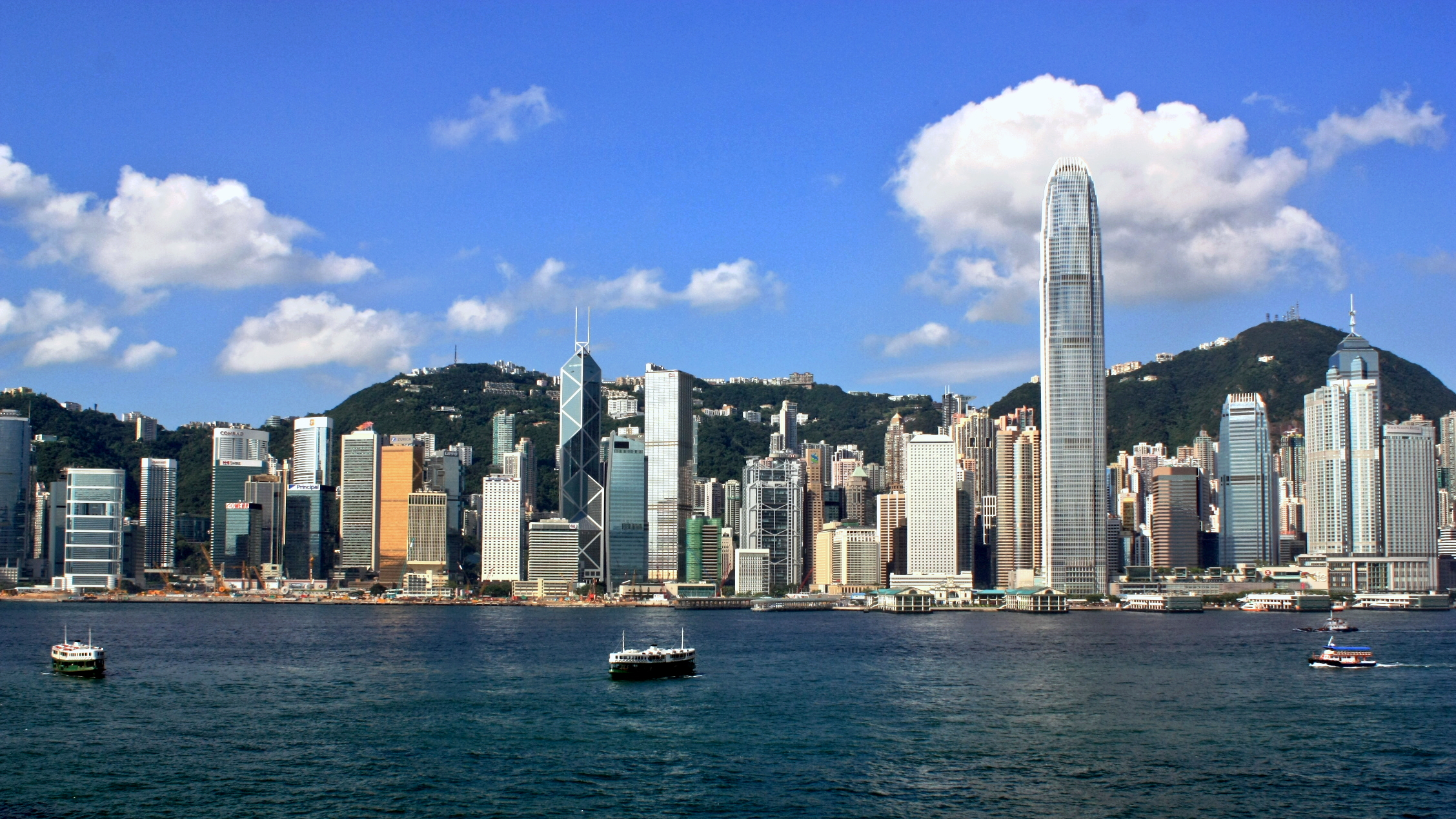
Central vue depuis Tsim Sha Tsui.

Central (en anglais : Central ou Central District, en chinois traditionnel : 中環) désigne le quartier d'affaires de la région administrative spéciale de Hong Kong, en Chine.
Il se situe dans le district Central and Western sur l'île de Hong Kong.